# 慶州石冰庫

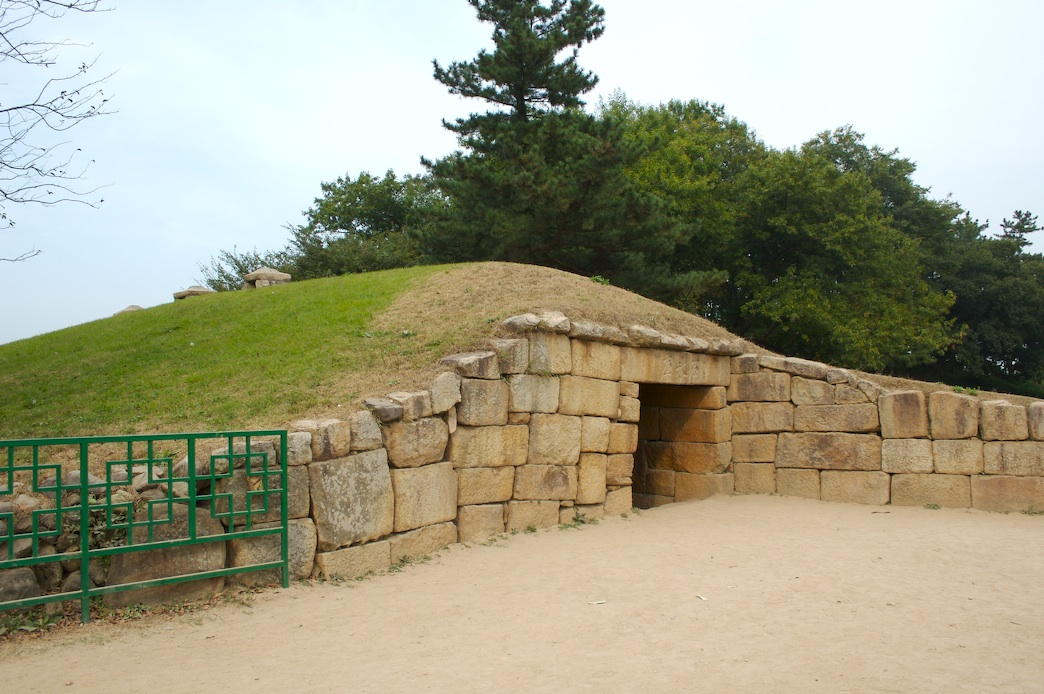
慶州石冰庫入口

慶州石冰庫（朝鮮語：경주석빙고）是一座建於朝鮮英祖14年（西元1733年）的冷藏庫，位於韓國慶尚北道慶州市。其巧妙利用特殊地理位置和巖石構造從而達到冷藏保鮮的作用。現為韓國第66號寶物。
石冰庫長18.8米，寬5.94米，頂部呈拱形，高4.97米，有通风口。分為地上、地下兩部分結構，其地面和墻壁採用花崗巖，輔以石灰以保持冷乾。食品儲藏完畢，還需鋪上稻草以隔熱。

## 圖集

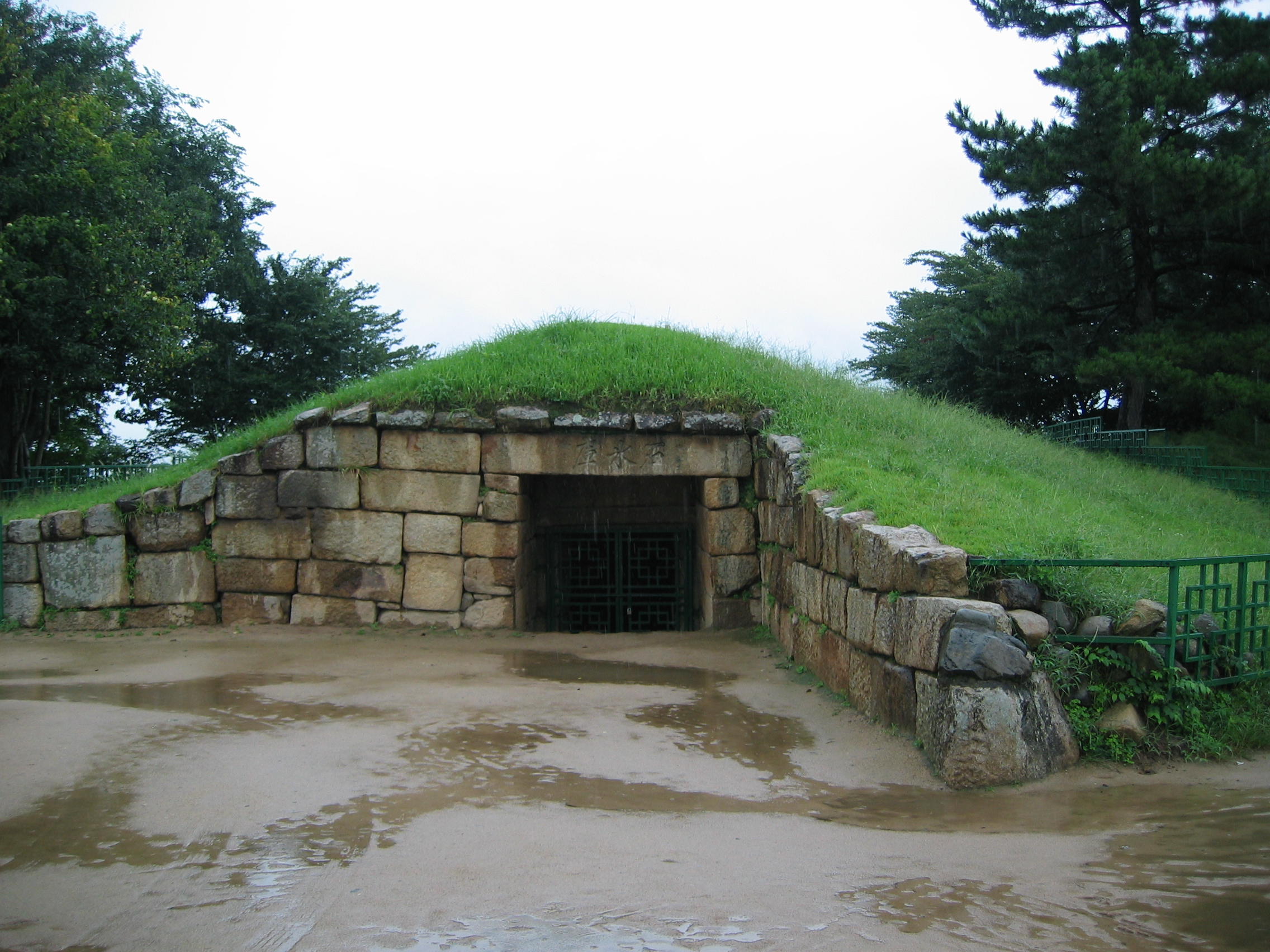
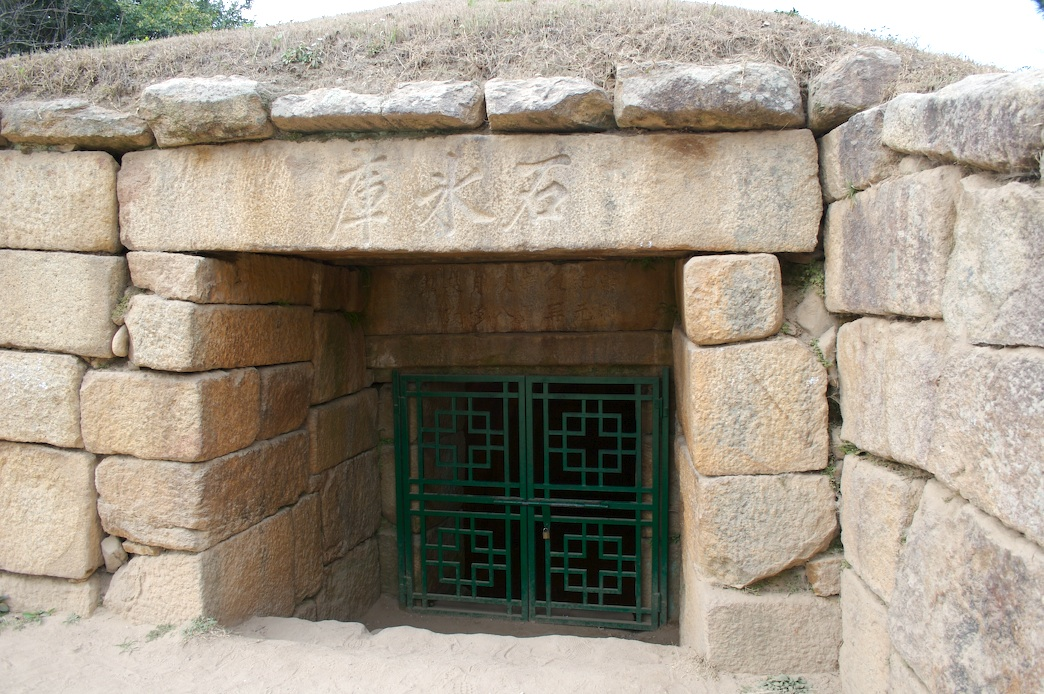
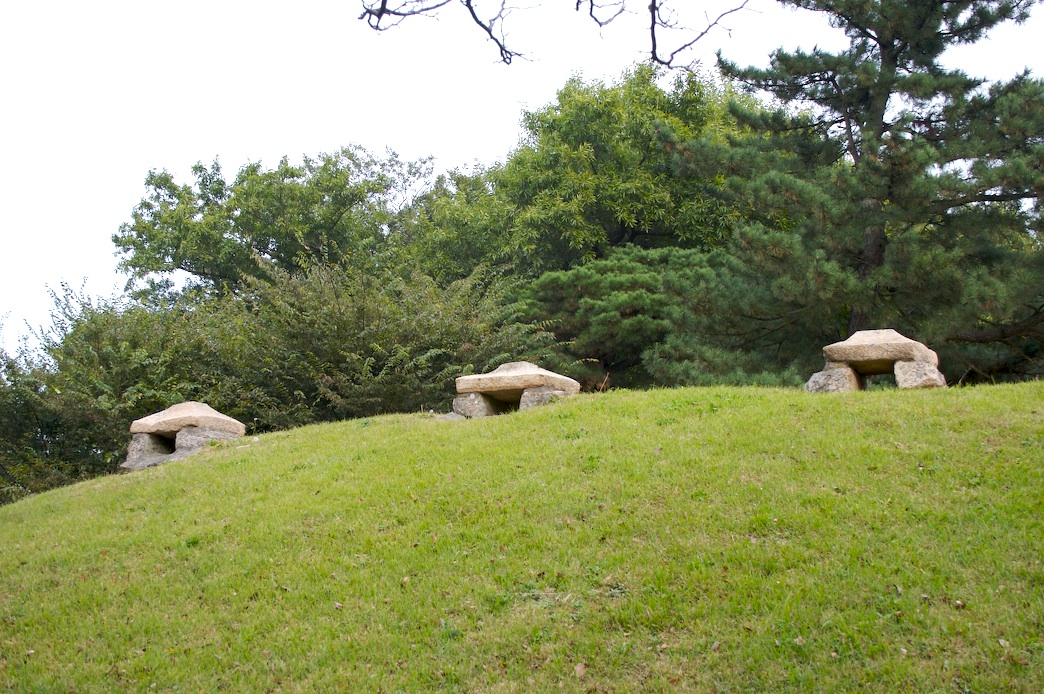
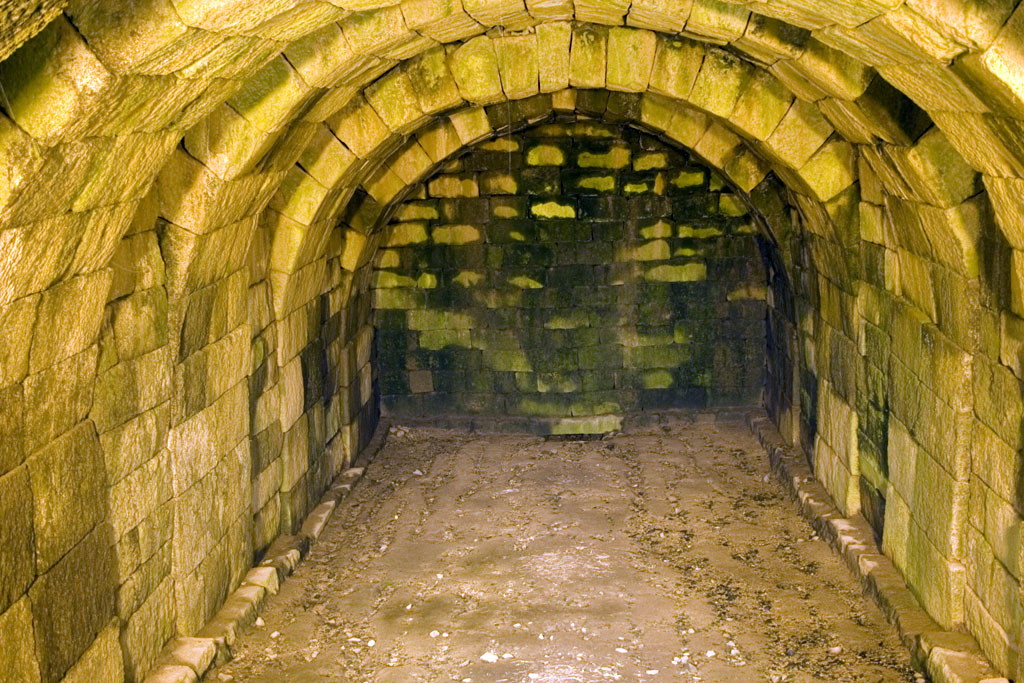